# Ocotea microneura
Ocotea microneura är en lagerväxtart som först beskrevs av Carl Daniel Friedrich Meisner, och fick sitt nu gällande namn av J.G. Rohwer. Ocotea microneura ingår i släktet Ocotea och familjen lagerväxter. Inga underarter finns listade i Catalogue of Life.